# Університет Мейдзі

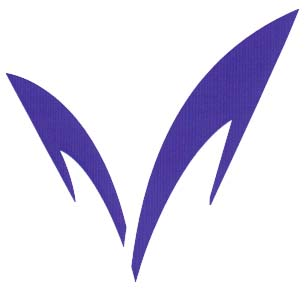

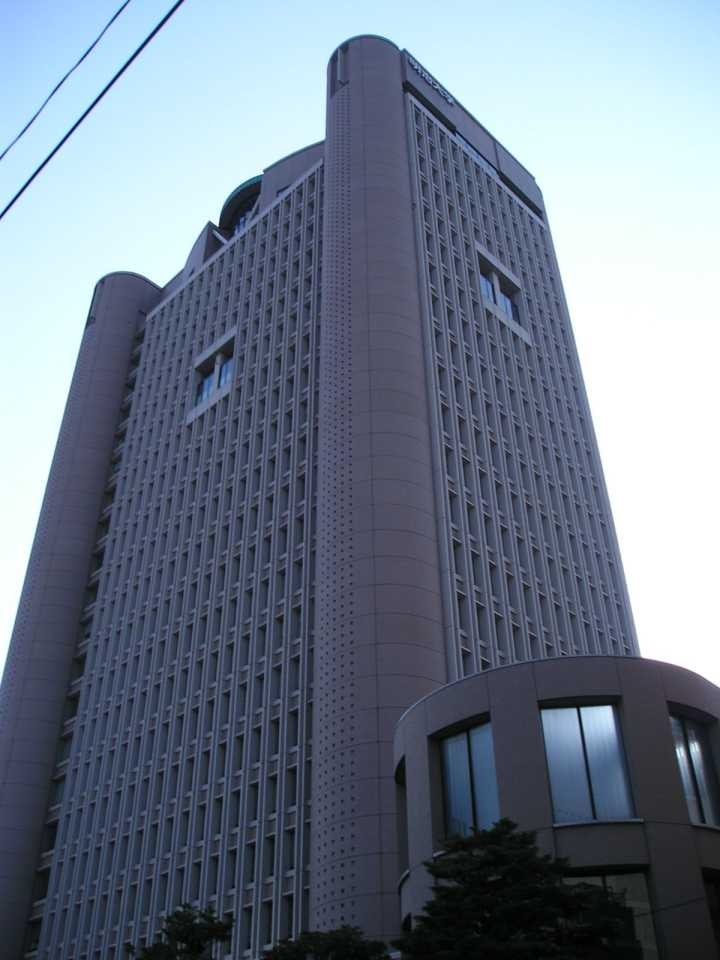

Університет Мейдзі (яп. 明治大学) — престижний приватний університет, розташований в районі Отяномідзу столиці Японії Токіо. Університет був заснований в 1881 році трьома початківцями юристами епохи Мейдзі — Тацуо Кісімото, Кодзі Міягі і Місао Ясіро. Університет Мейдзі входить до числа шести найпрестижніших університетів Токіо.
Університет Мейдзі включає в себе 8 факультетів, в ньому навчається всього близько 33 000 студентів у трьох університетських кампусах, розташованих в Токіо і Кавасакі.
Двоє випускників Університету Мейдзі згодом займали пост прем'єр-міністра Японії: Такео Мікі (1974–1976) і Томійті Мураяма (1994–1996). У число інших відомих випускників університету входять актор Рен Осугі і письменник Кікуті Кан. Університет також відомий тим, що з його стін був відрахований Такесі Кітано, який згодом став знаменитим кінорежисером. У 2004, через 34 роки після відрахування, університет присвоїв Кітано почесну ступінь бакалавра.